# ماكسيميليانو رودريغيز (لاعب كرة قدم)
ماكسيميليانو رودريغيز (بالإسبانية: Maximiliano Rodríguez)‏ هو لاعب كرة قدم أرجنتيني في مركز الوسط، ولد في 14 فبراير 1988 في قرطبة في الأرجنتين. لعب مع Bella Vista de Bahía Blanca ‏.

## وصلات خارجية
- ماكسيميليانو رودريغيز (لاعب كرة قدم) على موقع قاعدة بيانات كرة القدم.إي يو (الإنجليزية)
- ماكسيميليانو رودريغيز (لاعب كرة قدم) على موقع Soccerway.com (الإنجليزية)